# Jordan Kostadinov
Jordan Kostadinov (selo Belica, pored Melnika, Pirinska Makedonija, Bugarska, 9. studenog 1932.)

## Životopis
Jordan Kostadinov makedonski je nacionalni i politički djelatnik u Pirinskoj Makedoniji, jedan od najistaknutijih boraca za nacionalna prava Makedonaca u Bugarskoj danas. Sudjelovao je na znamenitome Sastanku ujedinjenja 14. travnja 1990. u Sandanskom u Pirinskoj Makedoniji, kada je utemeljena OMO “Ilinden” (Ujedinjena makedonska organizacija “Ilinden”). Tada je izabran za njezinog dopredsjednika, a kao predsjednik ovu je organizaciju vodio u razdoblju od 1996. do 2002. Na konferenciji za tisak održanoj u Sofiji 10. ožujka 1994. zatražio je da se Pirinskoj Makedoniji dodijeli status autonomne oblasti, što je naišlo na oštre reakcije s bugarske strane. 
Kao hrabar i odlučan makedonski nacionalni aktivist više je puta zatvaran od bugarskih vlasti pri čemu je uvijek bivao izložen fizičkom maltretiranju i najtežim tamničkim uvjetima, bez dovoljno hrane i vode, u mračnim i hladnim ćelijama. 
Jordan Kostadinov boravio je u Hrvatskoj. U Puli je 25. svibnja 2006. sudjelovao na okruglom stolu “Podjele Makedonije i makedonska dijaspora danas”.